# 키지멘산
키지멘산(영어: Kizimen)은 러시아 캄차카반도의 캄차카 화산군에 속해있는 성층 화산으로, 여전히 화산 활동이 매우 활발한 활화산이다. 이 화산은 활동이 매우 활발해 지금도 분화하고 있으며, 지금은 거의 몇주일~몇 달 간격으로 분화를 하고 있다. 특히 분화 할 때 화산쇄설류가 일어나기도 하고 대부분 화산재를 분출한다. 스트롬볼리식 분화로 인해 용암이 분수처럼 뿜어지기도 한다. 전망이 좋아 오스트리 톨바치크 산, 카멘 산, 클류쳅스카야 산이 잘 보이며 정상에는 원형 분화구가 있다.